# Carlos Alberto Contreras
Carlos Alberto Contreras Caño (Manizales, Caldas, 11 de diciembre de 1973) es un ciclista de ruta colombiano que compitió en las décadas de 1990 y 2000, profesional de 1995 a 2003. Se impuso en la Vuelta a Colombia 1999 y ganó una etapa del Giro de Italia 2001.

## Palmarés
1991
- Vuelta del Porvenir de Colombia

1996
- 1 etapa de la Vuelta a Colombia

1997
- 2.º en el Campeonato de Colombia de Contrarreloj

1999
- Vuelta a Colombia, más 1 etapa

2001
- 1 etapa del Giro de Italia

2002
- 3.º en la Vuelta a Antioquia

2003
- Vuelta a Antioquia, más 1 etapa

## Resultados en lasgrandes vueltas
| Carrera         | 1997 | 1998 | 1999 | 2000 | 2001 | 2002 |
| Giro de Italia  | -    | -    | -    | -    | 8°   | Ab.  |
| Tour de Francia | -    | Ab.  | 19°  | Ab.  | -    | -    |
| Vuelta a España | 15°  | -    | -    | -    | -    | -    |

## Equipos
- Profesionales:[1]
  - 1995 :  Kelme - Sureña - Avianca
  - 1996 :  Kelme - Artiach
  - 1997 :  Telecom - Flavia
  - 1998 :  Kelme - Costa Blanca
  - 1999 :  Kelme - Costa Blanca
  - 2000 :  Kelme - Costa Blanca
  - 2001 :  Selle Italia - Pacific
  - 2002 :  Colombia - Selle Italia
  - 2003 :  05 Orbitel